# Evangelische Kirche (Kestrich)

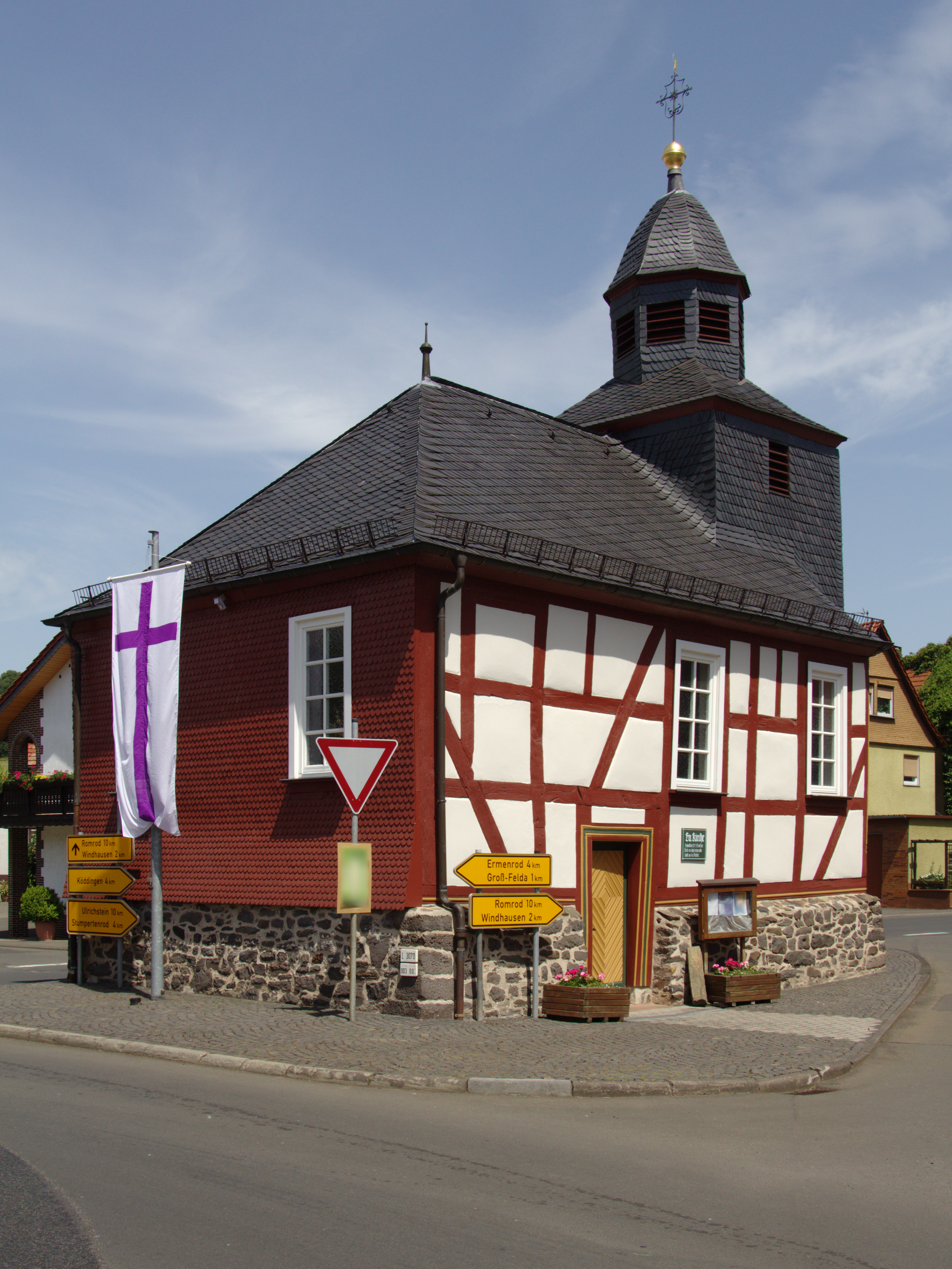
Evangelische Kirche in Kestrich

Die evangelische Kirche Kestrich ist ein denkmalgeschütztes Kirchengebäude, das in Kestrich, einem Ortsteil von Feldatal im Vogelsbergkreis (Hessen) steht. Die Kirchengemeinde gehört zum Gruppenpfarramt Vogelsberg in der Propstei Oberhessen der Evangelischen Kirche in Hessen und Nassau.

## Beschreibung
Die kleine Fachwerkkirche wurde 1772/73 erbaut und in den 1970er Jahren verändert. Das Kirchenschiff hat im Osten einen dreiseitigen Abschluss. Aus dem schiefergedeckten Satteldach erhebt sich dort ein quadratischer Dachturm, auf dessen achteckigen Aufsatz eine glockenförmige Haube sitzt. Das Portal befindet sich auf der Südseite. Der Innenraum hat eine Empore nur im Westen.